# Parlamentswahl in Lesotho 1985
Die Parlamentswahl in Lesotho 1985 war für den 17. und 18. September 1985 im Königreich Lesotho geplant. Sie wurde jedoch abgesagt, da nur die Regierungspartei Basotho National Party (BNP) Kandidaten stellte. Damit wurden alle Kandidaten Mitglied der Nationalversammlung.

## Ausgangslage
Die letzten Wahlen 1970 waren durch die BNP-Regierung annulliert worden, nachdem feststand, dass die oppositionelle Basutoland Congress Party (BCP) die Wahlen gewonnen hatte. In der Folge regierte die BNP unter Premierminister Leabua Jonathan mit harter Hand. Zahlreiche Oppositionelle wurden getötet oder gingen ins Exil. 1974 misslang ein Putschversuch von BCP-Politikern. Daraufhin wurde die Lesotho Liberation Army (LLA) als bewaffneter Flügel eines Teils der BCP gegründet. Die Regierung setzte die Verfassung außer Kraft, löste die Nationalversammlung auf und ersetzte sie durch die Interim National Assembly aus ernannten Mitgliedern. Jonathan fühlte sich aber durch die ausländischen Geberländer, die Aktivitäten der LLA und Flügelkämpfe innerhalb der BNP unter Druck gesetzt, sodass er im Juli 1985 die Wahlen anberaumte.
Die 60 Parlamentarier sollten nach dem Mehrheitswahlrecht bestimmt werden. Für Oppositionskandidaten galt die Regel, dass sie jeweils 1000 Maloti hinterlegen mussten (damals etwa das Jahresgehalt eines Primarschullehrers), die sie im Fall einer Niederlage verloren hätten, und je 500 Namen von Unterstützern vorweisen mussten. Aufgrund dieser hohen Hürden beschloss die Opposition, keine Kandidaten aufzustellen.

## Ablauf
Am Nomination Day, den man im August 1985 in jedem Wahlkreis zur offiziellen Vorstellung der Kandidaten abhielt, nahm jeweils nur der BNP-Kandidat teil.

## Ergebnis
Die 60 Kandidaten der BNP wurden offiziell als Parlamentarier bestätigt, ohne dass es zu einer Abstimmung gekommen wäre.

## Folgen
Die Wahl konnte die politische Lage für die Regierung nicht verbessern. Ein Teil der BNP, darunter die BNP Youth League, wandte sich immer mehr kommunistischen Mächten wie Nordkorea zu. Die Apartheid-Regierung Südafrikas verstärkte daraufhin den Druck auf Lesotho. Am 1. Januar 1986 wurden die Grenzen weitgehend abgeriegelt, sodass Lesotho isoliert war. Zwischen der südafrikanischen Regierung und Offizieren der Lesotho Defence Force wurden Gespräche geführt. Am 20. Januar stürzte das Militär unter Generalmajor Justin Metsing Lekhanya die Regierung; die südafrikanische Regierung hob die Blockade auf. Jonathan wurde unter Hausarrest gestellt und verstarb im April 1987.